# SummerSlam (1992)
SummerSlam (1992) foi um evento de luta profissional em formato pay-per-view produzido pela World Wrestling Federation (WWF). Foi gravado em 29 de agosto de 1992, no Estádio de Wembley em Londres, Inglaterra, e exibido em 31 de agosto de 1992. Este foi o quinto evento SummerSlam anual e o terceiro pay-per-view de 1992 no calendário da WWE.

## Resultados
| Nº                                          | Resultados | Estipulações                                                         | Tempo |
| ------------------------------------------- | --- | -------------------------------------------------------------------- | ----- |
| Dark                                        | Jim Duggan e The Bushwhackers (Butch e Luke) derrotaram The Mountie e The Nasty Boys (Brian Knobs e Jerry Sags) (com Jimmy Hart) | Luta de duplas                                                       | 12:33 |
| Dark                                        | Papa Shango derrotou Tito Santana                                                                                                | Luta individual                                                      | 6:00  |
| 1                                           | The Legion of Doom (Hawk e Animal) (com Paul Ellering) derrotou Money Inc. (Ted DiBiase e Irwin R. Schyster) (com Jimmy Hart)    | Luta de duplas                                                       | 15:10 |
| 2                                           | Nailz derrotou Virgil | Luta individual                                                      | 3:55  |
| 3                                           | Shawn Michaels (com Sensational Sherri) vs. Rick Martel acabou em contagem dupla                                                 | Luta individual; nenhum dos lutadores podia acertar o outro no rosto | 8:06  |
| 4                                           | The Natural Disasters (Earthquake e Typhoon) (c) derrotaram The Beverly Brothers (Blake e Beau) (com The Genius)                 | Luta de duplas pelo WWF Tag Team Championship                        | 10:30 |
| 5                                           | Crush derrotou Repo Man | Luta individual                                                      | 5:41  |
| 6                                           | The Ultimate Warrior derrotou Randy Savage (c) por contagem                                                                      | Luta individual pelo WWF Championship                                | 28:00 |
| 7                                           | The Undertaker (com Paul Bearer) derrotou Kamala (com Harvey Wippleman e Kim Chee) por desqualificação                           | Luta individual                                                      | 3:27  |
| 8                                           | The British Bulldog (com Lennox Lewis) derrotou Bret Hart (c)                                                                    | Luta individual pelo WWF Intercontinental Championship               | 25:40 |
| Dark                                        | Tatanka derrotou The Berzerker (com Mr. Fuji)                                                                                    | Luta individual                                                      | 5:46  |
| (c) – Refere-se aos campeões antes da luta. | |                                                                      |       |